# Seznam lékařských odborností
Toto je úplný seznam odborností podle číselníku VZP. Přehled lékařských atestací naleznete v článku lékařské atestace v České republice.

## Ambulantní péče
- skupina 0 - část  I. - praktické lékařství
  - 001 praktické lékařství pro dospělé
  - 002 praktické lékařství pro děti a dorost
  - 003 lékařská služba první pomoci
- skupina 0 - část II. - zubní lékařství (stomatologie)
  - 013 stomatologická chirurgie (bývalá)
  - 014 praktické zubní lékařství
  - 015 čelistní ortopedie
  - 016 dětská stomatologie (bývalá)
  - 017 parodontologie (bývalá)
  - 019 stomatologická LSPP
- skupina 1 - interní lékařství
  - 101 interní lékařství
  - 102 angiologie
  - 103 diabetologie
  - 104 endokrinologie
  - 105 gastroenterologie a hepatologie
  - 106 geriatrie
  - 107 kardiologie
  - 108 nefrologie
  - 109 revmatologie
  - 128 hemodialýza
- skupina 2
  - 201 fyziatrie a rehabilitační lékařství
  - 202 klinická hematologie
  - 203 přenosné nemoce
  - 204 tělovýchovné lékařství
  - 205 tuberkulóza a respirační nemoce
  - 206 klinická farmakologie
  - 207 alergologie a klinická imunologie
  - 208 lékařská genetika
  - 209 neurologie
  - 222 transfuzní lékařství
- skupina 3
  - 301 pediatrie
  - 302 dětská kardiologie
  - 303 dorostové lékařství
  - 304 neonatologie
  - 305 psychiatrie
  - 306 dětská psychiatrie
  - 307 gerontopsychiatrie
  - 308 léčba alkoholismu a jiných toxikomanií
  - 309 sexuologie
- skupina 4
  - 401 pracovní lékařství
  - 402 klinická onkologie (bez radiační onkologie)
  - 403 radioterapie a radiační onkologie
  - 404 dermatovenerologie
  - 405 dětská dermatologie
  - 406 korektivní dermatologie
  - 407 nukleární medicína
  - 409 dětská neurologie
- skupina 5 - chirurgie
  - 501 chirurgie
  - 502 dětská chirurgie
  - 503 úrazová chirurgie
  - 504 cévní chirurgie
  - 505 kardiochirurgie
  - 506 neurochirurgie
  - 507 hrudní chirurgie
- skupina 6
  - 601 plastická chirurgie
  - 602 popáleninová medicína
  - 603 gynekologie a porodnictví
  - 604 dětská gynekologie
  - 605 maxilofaciální chirurgie
  - 606 ortopedie
  - 607 ortopedická protetika
  - 613 asistovaná reprodukce
- skupina 7
  - 701 otorinolaryngologie
  - 702 foniatrie
  - 703 audiologie
  - 704 dětská otorinolaryngologie
  - 705 oftalmologie
  - 706 urologie
  - 707 dětská urologie
  - 708 ARO a intenzivní péče
  - 709 zdravotnická záchranná služba
  - 710 léčba bolesti
- skupina 8 - část I.
  - 801 klinická biochemie
  - 802 lékařská mikrobiologie
  - 803 lékařská bakteriologie
  - 804 lékařská parazitologie
  - 805 lékařská virologie
  - 806 screening nádorů prsu
  - 807 patologická anatomie
  - 808 soudní lékařství
  - 809 radiodiagnostika
  - 810 magnetická rezonance
- skupina 8 - část II.
  - 813 laboratoř alergologická a imunologická
  - 814 laboratoř toxikologická
  - 815 laboratoř nukleární medicíny
  - 816 laboratoř lékařské genetiky
  - 817 laboratoř klinické cytologie
  - 818 laboratoř hematologická
  - 820 laboratoř provádějící screening karcinomu děložního hrdla
  - 822 laboratoř mykologická
- skupina 9 (výběr)
  - 901 klinická psychologie
  - 902 rehabilitace (vysokoškolák)
  - 903 klinická logopedie
  - 904 jiný zdravotnický pracovník - vysokoškolák
  - 907 pracovovník ústavní péče na ošetřovatelském lůžku
  - 909 jiný zdravotnický pracovník - vysokoškolák
  - 911 všeobecná sestra
  - 913 všeobecná sestra v sociálních službách
  - 914 psychiatrická sestra
  - 916 nutriční terapeut
  - 917 ergoterapie
  - 918 rehabilitace (střední zdravotní škola)
  - 921 porodní asistentka
  - 922 centrum duševního zdraví pro adiktologické pacienty
  - 925 domácí péče (střední zdravotní pracovník)
  - 927 ortoptická sestra
  - 989 doprava raněných, nemocných a rodiček  (zkratka DRNR)

## Lůžková péče
- skupina 1
  - 1F1 standardní ústavní lůžková péče interní - F typu
  - 1F3 standardní ústavní lůžková péče diabetologická - F typu
  - 1F4 standardní ústavní lůžková péče endokrinologická - F typu
  - 1F5 standardní ústavní lůžková péče gastroenterologická a hepatologická - F typu
  - 1F6 standardní ústavní lůžková péče geriatrická - F typu
  - 1F7 standardní ústavní lůžková péče kardiologická  - F typu
  - 1F8 standardní ústavní lůžková péče nefrologická - F typu
  - 1F9 standardní ústavní lůžková péče revmatologická - F typu
  - 1H1 standardní ústavní lůžková péče interní - H typu
  - 1H3 standardní ústavní lůžková péče diabetologická - H typu
  - 1H4 standardní ústavní lůžková péče endokrinologická - H typu
  - 1H5 standardní ústavní lůžková péče gastroenterologická a hepatologická - H typu
  - 1H6 standardní ústavní lůžková péče geriatrická - H typu
  - 1H7 standardní ústavní lůžková péče kardiologická - H typu
  - 1H8 standardní ústavní lůžková péče nefrologická - H typu
  - 1H9 standardní ústavní lůžková péče revmatologická - H typu
  - 1I1 resuscitační a intenzivní ústavní lůžková péče interní - I typu
  - 1I3 intenzivní ústavní lůžková péče diabetologická - I typu
  - 1I5 intenzivní ústavní lůžková péče hepatologická - I typu
  - 1I6 resuscitační a intenzivní ústavní lůžková péče geriatrická - I typu
  - 1I7 resuscitační a intenzivní ústavní lůžková péče kardiologická - I typu
  - 1I8 intenzivní ústavní lůžková péče nefrologická - I typu
  - 1T1 resuscitační a intenzivní ústavní lůžková péče interní - T typu
  - 1T3 intenzivní ústavní lůžková péče diabetologická - T typu
  - 1T5 intenzivní ústavní lůžková péče hepatologická - T typu
  - 1T6 resuscitační a intenzivní ústavní lůžková péče geriatrická - T typu
  - 1T7 resuscitační a intenzivní ústavní lůžková péče kardiologká - T typu
  - 1T8 intenzivní ústavní lůžková péče nefrologická - T typu
  - 1U1 dlouhodobá (chronická) interní lůžková péče - U typu
  - 1U6 dlouhodobá (chronická) geriatrické lůžková péče - U typu
  - 1U9 dlouhodobá (chronická) revmatologická lůžková péče - U typu

- skupina 2
  - 2F1 standardní ústavní lůžková péče rehabilitační - F typu
  - 2F2 standardní ústavní lůžková péče klinické hematologie - F typu
  - 2F3 standardní ústavní lůžková péče přenosných nemocí - F typu
  - 2F5 standardní ústavní lůžková péče TRN a pneumologie - F typu
  - 2F6 standardní ústavní lůžková péče klinické farmakologie - F typu
  - 2F7 standardní ústavní lůžková péče klinické imunologie a alergologie - F typu
  - 2F9 standardní ústavní lůžková péče neurologická - F typu
  - 2H1 standardní ústavní lůžková péče rehabilitační - H typu
  - 2H2 standardní ústavní lůžková péče klinické hematologie - H typu
  - 2H3 standardní ústavní lůžková péče přenosných nemocí - H typu
  - 2H5 standardní ústavní lůžková péče TRN a pneumologie - H typu
  - 2H7 standardní ústavní lůžková péče klinické imunologie a alergologie - H typu
  - 2H9 standardní ústavní lůžková péče neurologické - H typu
  - 2I2 resuscitační a intenzivní ústavní lůžková péče klinické hematologie - I typu
  - 2I3 resuscitační a intenzivní ústavní lůžková péče přenosných nemocí - I typu
  - 2I5 resuscitační a intenzivní ústavní lůžková péče TRN a pneumologie - I typu
  - 2I9 resuscirační a intenzivní ústavní lůžková péče neurologické - I typu
  - 2S1 péče na spinálních rehabilitačních jednotkách
  - 2T2 resuscitační a intenzivní ústavní lůžková péče klinické hematologie - T typu
  - 2T3 resuscitační a intenzivní ústavní lůžková péče přenosných nemocí - T typu
  - 2T5 resuscitační a intenzivní ústavní lůžková péče TRN a pneumologie - T typu
  - 2T9 resuscitační a intenzivní ústavní lůžková péče neurologické - T typu
  - 2U1 dlouhodobé ústavní lůžková rehabilitační péče - U typu
  - 2U5 dlouhodobé ústavní lůžková TRN a pneumologická péče - U typu
  - 2U9 dlouhodobé (chronické) ústavní neurologická péče - U typu

- skupina 3
  - 3F1 standardní ústavní lůžková péče pediatrická - F typu
  - 3F2 standardní ústavní lůžková péče dětské kardiologie - F typu
  - 3F3 standardní ústavní lůžková péče dorostového lékařství - F typu
  - 3F4 standardní ústavní lůžková péče o novorozence - F typu
  - 3F5 standardní ústavní lůžková péče psychiatrická - F typu
  - 3F6 standardní ústavní lůžková péče dětské psychiatrie - F typu
  - 3F7 standardní ústavní lůžková péče gerontopsychiatrická - F typu
  - 3H1 standardní ústavní lůžková péče pediatrická - H typu
  - 3H2 standardní ústavní lůžková péče dětské kardiologie - H typu
  - 3H3 standardní ústavní lůžková péče dorostového lékařství - H typu
  - 3H4 standardní ústavní lůžková péče o novorozence - H typu
  - 3H5 standardní ústavní lůžková péče psychiatrická - H typu
  - 3H6 standardní ústavní lůžková péče dětské psychiatrie - H typu
  - 3H7 standardní ústavní lůžková péče gerontopsychiatrická - H typu
  - 3I1 resuscitační a intenzivní ústavní lůžková péče pediatrická - I typu
  - 3I2 resuscitační a intenzivní ústavní lůžková péče dětské kardiologie - I typu
  - 3I4 resuscitační a intenzivní ústavní lůžková péče neonatologická - I typu
  - 3I5 resuscitační a intenzivní ústavní lůžková péče psychiatrická - I typu
  - 3I6 resuscitační a intenzivní ústavní lůžková péče dětské psychiatrie - I typu
  - 3T1 resuscitační a intenzivní ústavní lůžková péče pediatrická - T typu
  - 3T2 resuscitační a intenzivní ústavní lůžková péče dětské kardiologie - T typu
  - 3T4 resuscitační a intenzivní ústavní lůžková péče neonatologická - T typu
  - 3T5 resuscitační a intenzivní ústavní lůžková péče psychiatrická - T typu
  - 3T6 resuscitační a intenzivní ústavní lůžková péče dětské psychiatrie - T typu
  - 3U1 dlouhodobá (chronická) ústavní lůžková péče pediatrické - U typu
  - 3U5 dlouhodobá (chronická) ústavní lůžková péče psychiatická - U typu
  - 3U6 dlouhodobá (chronická) ústavní lůžková péče dětské psychiatrie - U typu
  - 3U7 dlouhodobá (chronická) ústavní lůžková péče gerontopsychiatrická - U typu
  - 3U8 dlouhodobá (chronická) léčba alkoholismu a jiných toxikomanií - U typu

- skupina 4
  - 4F1 standardní ústavní lůžková péče nemocí z povolání - F typu
  - 4F2 standardní ústavní lůžková péče onkologická - F typu
  - 4F3 standardní ústavní lůžková péče radioterapeutická - F typu
  - 4F4 standardní ústavní lůžková péče dermatovenerologická - F typu
  - 4F5 standardní ústavní lůžková péče dětské dermatologie - F typu
  - 4F7 standardní ústavní lůžková péče nukleární medicíny - F typu
  - 4F9 standardní ústavní lůžková péče dětské neurologie - F typu
  - 4H1 standardní ústavní lůžková péče nemocí z povolání - H typu
  - 4H2 standardní ústavní lůžková péče onkologická - H typu
  - 4H3 standardní ústavní lůžková péče radioterapeutická - H typu
  - 4H4 standardní ústavní lůžková péče dermatovenerologická - H typu
  - 4H5 standardní ústavní lůžková péče dětské dermatologie - H typu
  - 4H7 standardní ústavní lůžková péče nukleární medicíny - H typu
  - 4H9 standardní ústavní lůžková péče dětské neurologie - H typu
  - 4I2 resuscitační a intenzivní ústavní lůžková péče onkologická - I typu
  - 4I3 resuscitační a intenzivní ústavní lůžková péče radioterapie - I typu
  - 4I9 resuscitační a intenzivní ústavní lůžková péče dětské neurologie - I typu
  - 4T2 resuscitační a intenzivní ústavní lůžková péče onkologická - T typu
  - 4T3 resuscitační a intenzivní ústavní lůžková péče radioterapie - T typu
  - 4T9 resuscitační a intenzivní ústavní lůžková péče dětské neurologie - T typu
  - 4U5 dlouhodobá (chronická) ústavní lůžková péče dětské dermatologie - U typu
  - 4U9 dlouhodobá (chronická) ústavní lůžková péče dětské neurologie - U typu

- skupina 5
  - 5F1 standardní ústavní lůžková péče chirurgická - F typu
  - 5F2 standardní ústavní lůžková péče dětské chirurgie - F typu
  - 5F3 standardní ústavní lůžková péče úrazové chirurgie - F typu
  - 5F4 standardní ústavní lůžková péče cévní chirurgie - F typu
  - 5F5 standardní ústavní lůžková péče kardiochirurgická - F typu
  - 5F6 standardní ústavní lůžková péče neurochirurgická - F typu
  - 5F7 standardní ústavní lůžková péče hrudní chirurgie - F typu
  - 5H1 standardní ústavní lůžková péče chirurgické - H typu
  - 5H2 standardní ústavní lůžková péče dětské chirurgie - H typu
  - 5H3 standardní ústavní lůžková péče úrazové chirurgie - H typu
  - 5H4 standardní ústavní lůžková péče cévní chirurgie - H typu
  - 5H5 standardní ústavní lůžková péče kardiochirurgická - H typu
  - 5H6 standardní ústavní lůžková péče neurochirurgická - H typu
  - 5H7 standardní ústavní lůžková péče hrudní chirurgie - H typu
  - 5I1 resuscitační a intenzivní ústavní lůžková péče chirurgická - I typu
  - 5I2 resuscitační a intenzivní ústavní lůžková péče dětské chirurgie - I typu
  - 5I3 resuscitační a intenzivní ústavní lůžková péče úrazové chirurgie - I typu
  - 5I4 resuscitační a intenzivní ústavní lůžková péče cévní chirurgie - I typu
  - 5I5 resuscitační a intenzivní ústavní lůžková péče kardiochirurgie - I typu
  - 5I6 resuscitační a intenzivní ústavní lůžková péče neurochirurgie - I typu
  - 5I7 resuscitační a intenzivní ústavní lůžková péče hrudní chirurgie - I typu
  - 5S9 poskytující péči na spinálních jednotkách
  - 5T1 resuscitační a intenzivní ústavní lůžková péče chirurgická - T typu
  - 5T2 resuscitační a intenzivní ústavní lůžková péče dětské chirurgie - T typu
  - 5T3 resuscitační a intenzivní ústavní lůžková péče úrazové chirurgie - T typu
  - 5T4 resuscitační a intenzivní ústavní lůžková péče cévní chirurgie- T typu
  - 5T5 resuscitační a intenzivní ústavní lůžková péče kardiochirurgie - T typu
  - 5T6 resuscitační a intenzivní ústavní lůžková péče neurochirurgie - T typu
  - 5T7 resuscitační a intenzivní ústavní lůžková péče hrudní chirurgie- T typu

- skupina 6
  - 6F1 standardní ústavní lůžková péče plastické chirurgie - F typu
  - 6F2 standardní ústavní lůžková péče popáleninové medicíny - F typu
  - 6F3 standardní ústavní lůžková péče gynekologická - F typu
  - 6F4 standardní ústavní lůžková péče dětské gynekologie - F typu
  - 6F5 standardní ústavní lůžková péče maxilofaciální chirurgie - F typu
  - 6F6 standardní ústavní lůžková péče ortopedická - F typu
  - 6F7 standardní ústavní lůžková péče ortopedické protetiky - F typu
  - 6H1 standardní ústavní lůžková péče plastické chirurgie - H typu
  - 6H2 standardní ústavní lůžková péče popáleninové medicíny - H typu
  - 6H3 standardní ústavní lůžková péče gynekologická - H typu
  - 6H4 standardní ústavní lůžková péče dětské gynekologie - H typu
  - 6H5 standardní ústavní lůžková péče maxilofaciální chirurgie - H typu
  - 6H6 standardní ústavní lůžková péče ortopedická - H typu
  - 6H7 standardní ústavní lůžková péče ortopedické protetiky - H typu
  - 6I1 resuscitační a intenzivní ústavní lůžková péče plastické chirurgie - I typu
  - 6I2 resuscitační a intenzivní ústavní lůžková péče popáleninové medicíny - I typu
  - 6I3 resuscitační a intenzivní ústavní lůžková péče gynekologické - I typu
  - 6I4 resuscitační a intenzivní ústavní lůžková péče dětské gynekologie - I typu
  - 6I5 intenzivní ústavní lůžková péče stomatochirurgie a čelistní ortopedie - I typu
  - 6I6 resuscitační a intenzivní ústavní lůžková péče ortopedická - I typu
  - 6J3 jednodenní péče v oboru gynekologie
  - 6P3 intenzivní a intermediární ústavní lůžková porodnické péče
  - 6T1 resuscitační a intenzivní ústavní lůžková péče plastické chirurgie - T typu
  - 6T2 resuscitační a intenzivní ústavní lůžková péče popáleninové medicíny - T typu
  - 6T3 resuscitační a intenzivní ústavní lůžková péče gynekologická - T typu
  - 6T4 resuscitační a intenzivní ústavní lůžková péče dětské gynekologie - T typu
  - 6T5 resuscitační a intenzivní ústavní lůžková péče stomatochirurgie a čelistní ortopedie - T typu
  - 6T6 resuscitační a intenzivní ústavní lůžková péče ortopedická - T typu

- skupina 7
  - 7F1 standardní ústavní lůžková péče ORL - F typu
  - 7F2 standardní ústavní lůžková péče foniatrická - F typu
  - 7F4 standardní ústavní lůžková péče dětské ORL - F typu
  - 7F5 standardní ústavní lůžková péče oftalmologická - F typu
  - 7F6 standardní ústavní lůžková péče urologická - F typu
  - 7F7 standardní ústavní lůžková péče dětské urologie - F typu
  - 7H1 standardní ústavní lůžková péče ORL - H typu
  - 7H2 standardní ústavní lůžková péče foniatrická - H typu
  - 7H4 standardní ústavní lůžková péče dětské ORL - H typu
  - 7H5 standardní ústavní lůžková péče oftalmologická - H typu
  - 7H6 standardní ústavní lůžková péče urologické - H typu
  - 7H7 standardní ústavní lůžková péče dětské urologie - H typu
  - 7I1 resuscitační a intenzivní ústavní lůžková péče ORL - I typu
  - 7I4 resuscitační a intenzivní ústavní lůžková péče dětské ORL - I typu
  - 7I6 resuscitační a intenzivní ústavní lůžková péče urologická - I typu
  - 7I7 resuscitační a intenzivní ústavní lůžková péče dětské urologie - I typu
  - 7I8 resuscitační ústavní lůžková péče ARO - I typu
  - 7T1 resuscitační a intenzivní ústavní lůžková péče ORL - T typu
  - 7T4 resuscitační a intenzivní ústavní lůžková péče dětské ORL - T typu
  - 7T6 resuscitační a intenzivní ústavní lůžková péče urologická - T typu
  - 7T7 resuscitační a intenzivní ústavní lůžková péče dětské urologie - T typu
  - 7T8 resuscitační ústavní lůžková péče ARO - T typu
  - 7U4 dlouhodobá (chronická) ústavní lůžková péče dětské ORL - U typu
  - 7U5 dlouhodobá (chronická) ústavní lůžková péče oftalmologie - U typu

- skupina 9
  - 9F8 neúplná ústavní péče - F typu
  - 9F9 ústavní péče na ošetřovatelském lůžku - F typu
  - 9H8 neúplná ústavní péče - H typu
  - 9H9 ústavní péče na ošetřovatelském lůžku - H typu
  - 9U7 ústavní následná péče v léčebně dlouhodobě nemocných
  - 9U9 ústavní následná ošetřovatelská péče v hospici